# Arthur Roche
Arthur Roche, född 6 mars 1950 i Batley Carr, West Riding of Yorkshire, är en brittisk kardinal och biskop. Han är sedan 2021 prefekt för Dikasteriet för gudstjänstliv och sakramentsförvaltning.
Den 29 maj 2022 tillkännagav påve Franciskus att han ämnar upphöja biskop Roche till kardinal den 27 augusti samma år.